# Xã Strool, Quận Perkins, Nam Dakota
Xã Strool (tiếng Anh: Strool Township) là một xã thuộc quận Perkins, tiểu bang Nam Dakota, Hoa Kỳ. Năm 2010, dân số của xã này là 51 người.